# Барон Мэсси

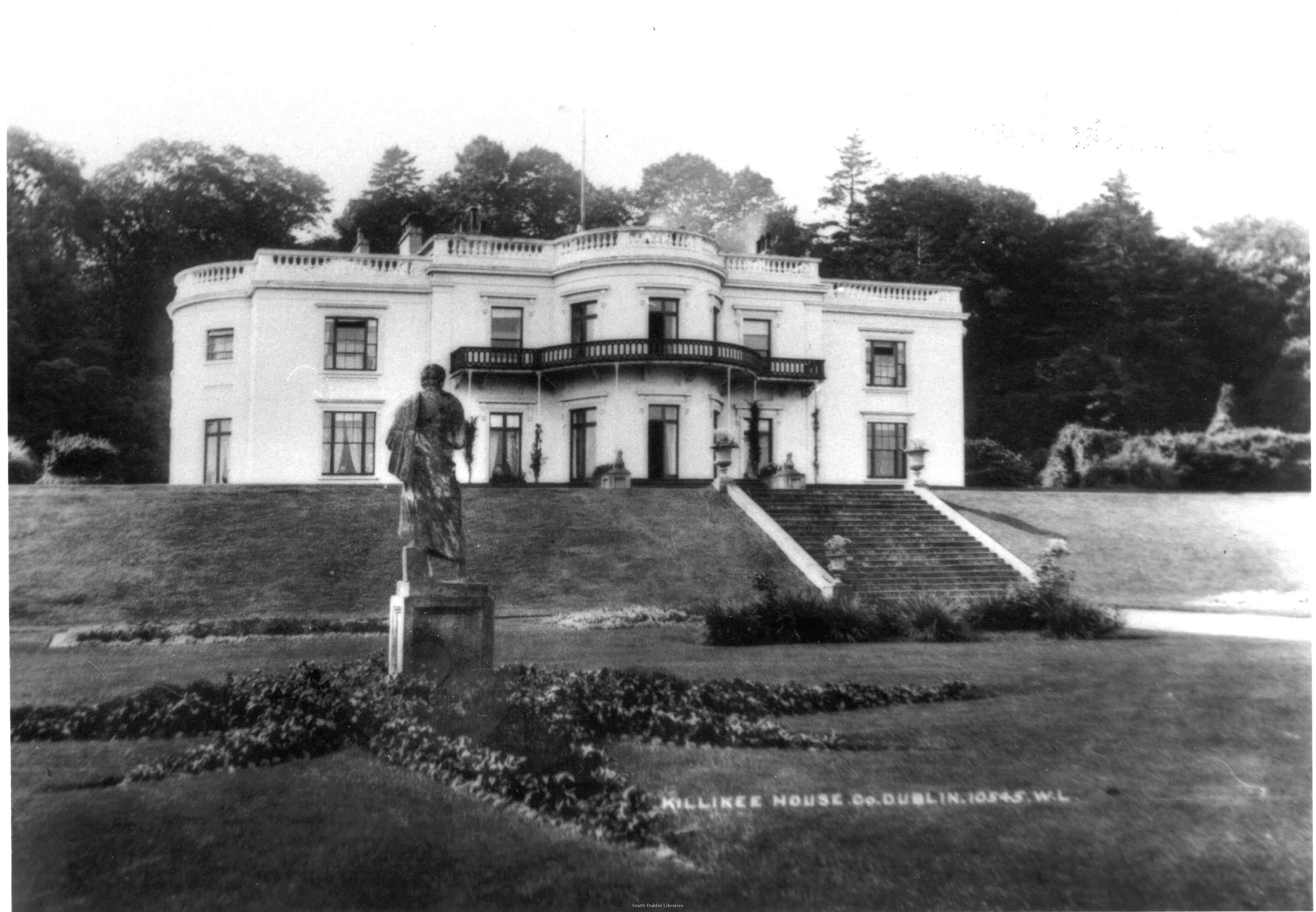
Киллаки-хаус, графство Дублин, между 1865—1914 годами

Барон Мэсси из Дантрилига в графстве Лимерик — наследственный титул в системе Пэрства Ирландии. Он был создан 4 августа 1776 года для англо-ирландского политика Хью Мэсси (1700—1788), который ранее представлял в Ирландской Палате общин графство Лимерик (1759—1776) и Олдлохлин (1776—1777). Его сын, Хью мэсси, 2-й барон Мэсси (1733—1790), представлял Аскитон в парламенте Ирландии (1776—1783). Его правнук, Джон Томас Уильям Мэсси, 6-й барон Мэсси (1835—1915), заседал в Палате лордов в качестве ирландского пэра-представителя с 1876 по 1915 год. По состоянию на 2014 год носителем титула являлся праправнук последнего, Дэвид Хамон Сомерсет Мэсси, 10-й барон Мэсси (род. 1947), который стал преемником своего отца в 1995 году.
Генерал Эйре Мэсси, 1-й барон Кларина (1719—1804), был младшим братом первого барона Мэсси.
Семейная резиденция — Киллаки-хаус в окрестностях Ратфарнема в графстве Дублин.

## Бароны Мэсси (1776)
- 1776—1788: Хью Мэсси, 1-й барон Мэсси[англ.] (1700 — 30 января 1788), сын полковника Хью Мэсси (род. 1685)[1]
- 1788—1790: Хью Мэсси, 2-й барон Мэсси[англ.] (14 апреля 1733 — 10 мая 1790), старший сын предыдущего от первого брака[2]
- 1790—1812: Хью Мэсси, 3-й барон Мэсси (24 октября 1761 — 20 июня 1812), старший сын предыдущего[3]
- 1812—1836: Хью Хамон Мэсси, 4-й барон Мэсси (13 февраля 1793 — 27 февраля 1836), старший сын предыдущего[4]
- 1836—1874: Хью Хамон Инголдсби Мэсси, 5-й барон Мэсси (14 августа 1827 — 27 февраля 1874), старший сын предыдущего[5]
- 1874—1915: Джон Томас Уильям Мэсси, 6-й барон Мэсси[англ.] (30 августа 1835 — 28 ноября 1915), второй сын 4-го барона Мэсси, младший брат предыдущего[6]
- 1915—1926: Хью Сомерсет Джон Мэсси, 7-й барон Мэсси (15 февраля 1864 — 20 октября 1926), единственный сын предыдущего[7]
- 1926—1958: Хью Хамон Чарльз Джордж Мэсси, 8-й барон Мэсси (13 июля 1894 — 20 марта 1958), старший сын предыдущего[8]
- 1958—1995: Хью Хамон Джон Сомерсет Мэсси, 9-й барон Мэсси (11 июня 1921 — 5 августа 1995), единственный сын предыдущего[9]
- 1995 — настоящее время: Дэвид Хамон Сомерсет Мэсси, 10-й барон Мэсси (род. 4 марта 1947), старший сын предыдущего[10]
  - Наследник титула: достопочтенный Джон Хью Сомерсет Мэсси (род. 2 января 1950), младший брат предыдущего[11].
    - Наследника наследника: Люк Джон Сомерсет Мэсси (род. 1984), сын предыдущего.